# Urs Imboden
Urs Imboden (ur. 7 stycznia 1975 w Santa Maria Val Müstair) – szwajcarski narciarz alpejski, od 2006 roku reprezentujący Mołdawię.

## Kariera
Specjalizował się w slalomie specjalnym. Po raz pierwszy na arenie międzynarodowej pojawił się 16 grudnia 1994 roku w Zermatt, gdzie w zawodach FIS Race zajął 70. miejsce w gigancie. Nigdy nie startował na mistrzostwach świata juniorów.
W zawodach Pucharu Świata zadebiutował 19 stycznia 1997 roku w Wengen, gdzie nie ukończył pierwszego przejazdu slalomu. Pierwsze pucharowe punkty wywalczył 28 listopada 1998 roku w Aspen, zajmując 25. miejsce w tej samej konkurencji. Nigdy nie stanął na podium zawodów tego cyklu; najwyższą lokatę osiągnął 19 listopada 2000 roku w Park City, gdzie slalom ukończył na piątej pozycji. Najlepsze wyniki osiągnął w sezonie 2000/2001, kiedy zajął 54. miejsce w klasyfikacji generalnej.
Podczas igrzysk olimpijskich w Salt Lake City w 2002 roku zajął piąte miejsce w slalomie. Wystartował także na rozgrywanych osiem lat później igrzyskach olimpijskich w Vancouver, jednak nie ukończył pierwszego przejazdu. Był też między innymi dziewiąty w swej koronnej konkurencji na mistrzostwach świata w Val d’Isère w 2009 roku i jedenasty na rozgrywanych dwa lata wcześniej mistrzostwach świata w Åre.
W 2011 roku zakończył karierę.
W grudniu 2006 roku otrzymał obywatelstwo Mołdawii i zaczął występy w reprezentacji tego kraju. Był pierwszym mołdawskim narciarzem alpejskim, który zdobył punkty Pucharu Świata.

## Osiągnięcia

### Igrzyska olimpijskie
| Miejsce | Dzień     | Rok  | Miejscowość    | Konkurencja | Czas biegu | Strata | Zwycięzca          |
| ------- | --------- | ---- | -------------- | ----------- | ---------- | ------ | ------------------ |
| 5.      | 23 lutego | 2002 | Salt Lake City | Slalom      | 1:41,06    | +1,42  | Stephan Eberharter |
| DNF1    | 27 lutego | 2010 | Vancouver      | Slalom      | 1:39,76    | -      | Giuliano Razzoli   |

### Mistrzostwa świata
| Miejsce | Dzień     | Rok  | Miejscowość  | Konkurencja | Czas biegu | Strata | Zwycięzca            |
| ------- | --------- | ---- | ------------ | ----------- | ---------- | ------ | -------------------- |
| DNF1    | 10 lutego | 2001 | Sankt Anton  | Slalom      | 1:39,66    | -      | Mario Matt           |
| 21.     | 16 lutego | 2003 | Sankt Moritz | Slalom      | 2:45,93    | +2,29  | Ivica Kostelić       |
| DNF1    | 14 lutego | 2007 | Åre          | Gigant      | 2:19,64    | -      | Aksel Lund Svindal   |
| 11.     | 17 lutego | 2007 | Åre          | Slalom      | 1:57,33    | +4,45  | Mario Matt           |
| 9.      | 15 lutego | 2009 | Val d’Isère  | Slalom      | 1:44,17    | +2,55  | Manfred Pranger      |
| 14.     | 20 lutego | 2011 | Ga-Pa        | Slalom      | 1:41,72    | +2,06  | Jean-Baptiste Grange |

### Puchar Świata

#### Miejsca w klasyfikacji generalnej
- sezon 1999/2000: 131.
- sezon 2000/2001: 92.
- sezon 2001/2002: 54.
- sezon 2002/2003: 78.
- sezon 2003/2004: 80.
- sezon 2006/2007: 153.
- sezon 2007/2008: 144.
- sezon 2008/2009: 93.
- sezon 2009/2010: 62.
- sezon 2010/2011: 106.

#### Miejsca na podium w zawodach
Imboden nigdy nie stanął na podium zawodów PŚ.